# Taglamyrens naturreservat
Taglamyren är ett naturreservat i Alvesta kommun i Kronobergs län.
Området är skyddat sedan 1987 men utökades 2006. Det omfattar 389 hektar och är belägen cirka 30 km sydväst om Växjö, norr om väg 23 mot Älmhult.

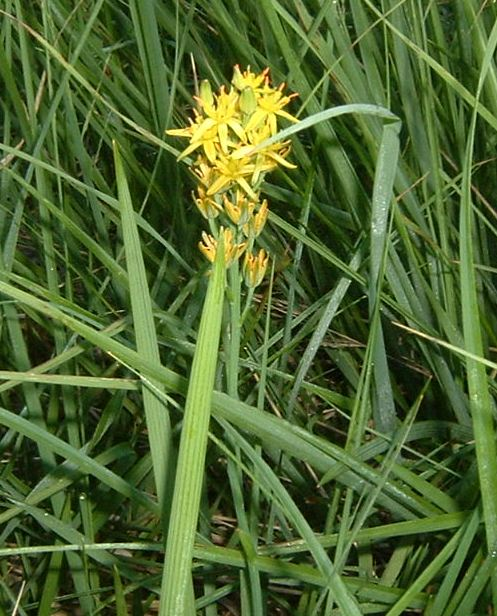
Myrlilja

Denna myrmark består av stora mossepartier, kärrområden och kringliggande kantskog. På myren växer bland annat dvärgbjörk, strängstarr, myrlilja, sileshår och klockljung. I söder finns fastmark på en moränrygg och där ligger gården Taglamyren med omgivande odlingsmark. Myren är värdefull för fågellivet. Fågeltorn finns i den södra delen vid gården.